# Розанов, Сергей Петрович
Сергей Петрович Розанов (29 августа 1884, Москва — 26 февраля 1950, Завидово, похоронен в Москве) — советский врач-гигиентист, профессор.
Участник революционного движения 1905  и 1917 годов, член Московской городской Думы в 1917 году, участник всех Пироговских съездов врачей с 1910 года, секретарь Пироговского общества, организатор первой в России сельской передвижной выставки по борьбе с заразными болезнями, руководитель санитарной организации Кавказских минеральных вод в 1920 году, заведующий санэпидотделом Киевского губздравотдела, с 1931 года заведующий Отделом планировки и строительства Санитарного Института имени Эрисмана, репрессирован в 1938 году, реабилитирован в 1998 году.

## Биография
Сергей Петрович родился 29 августа 1884 года и был восьмым ребёнком в семье московского священника церкви Петра и Павла на Якиманке Петра Павловича Розанова и его жены Олимпиады Алексеевны, урождённой Хавской. Начальное образование получил в частном классе Софьи Дмитриевны Вертес, затем поступил в прогимназию, затем перешел учиться в Первую Московскую Гимназию, которую окончил с серебряной медалью в 1902 году. Затем поступил в Московский университет на Медицинский факультет. В период обучения подрабатывал в качестве студента-медика: летом 1905 года по назначению Костромского губернатора на холере в Кологривском уезде, затем с августа 1905 массажистом и зам. фельдш. персонала в Дом Призрения Московского уездного земства, в мае 1906 — оспопрививателем в Александровское земство Владимирской губернии, летом 1907 года опять в Доме Призрения заместителем фельдшерского персонала.
Участвовал в революционных кружках, в 1904 году был в ссылке в Макарьевском уезде в связи с арестом. Был ранен в голову шашкой полицейского во время разгона студенческой и рабочей демонстрации, арестован, исключен из Университета и выслан из Москвы. Участвовать в революционных кружках он стал ещё будучи в последнем классе гимназии. С поступлением в университет принял активное участие в нелегальной работе партии социалистов-революционеров, выполняя техническую работу по печатанию и распространению прокламаций и пропаганде в рабочих кружках. Декабрьское Московское восстание застало Сергея Петровича под Москвой в одной из земских больниц за Мытищами, где он работал массажистом. В то время главврачом этой больницы был Михаил Константинович Кондорский. В связи с изданием манифеста 17 октября 1905 года вернулся в Москву и восстановлен в Университете.
В связи с революционной деятельностью имя Сергея Петровича Розанова находилось в чёрных списках, что мешало ему устроиться на работу, хотя на руках и был диплом выпускника Московского университета, который в те времена открывал широкую дорогу для деятельности.
Хвалынский и Вольский уезды Саратовской губернии, Славяносербский уезд Екатеринославской губернии (руководил в гор. Славяносербск врачебным участком и больницей) и наконец город Петровск Саратовской губернии, где каким-то чудом из-за распри между двумя высшими губернскими чинами удалось Сергею Петровичу закрепиться и развернуть работу уездного санитарного врача. Утверждение в этой должности состоялось только потому, что губернатор недолюбливал то чиновное лицо, которое настаивало на отказе в утверждении врачу с волчьим паспортом. Заведывал в с. Дворянская Терешка врачебным больничным участком. В селе Новленском Юрьевецкого уезда Костромской губернии организовал новый врачебный участок и руководил постройкой больницы при консультации санитарных врачей П. А. Лощилова и З. Т. Френкеля (действ. чл. Академии Мед. Наук).
Во время пандемии холеры в 1910 году руководил работой девяти врачебных эпидемических отрядов, развернутых Екатеринославским губернским земством на территории Славяносербского врачебного участка. В итоге противоэпидемической деятельности С. П. Розановым было сделано несколько докладов и сообщений в уездном врачебно-санитарном совете и напечатаны во Врачебно-санитарной хронике две печатные работы, изданные также отдельными изданиями: 
1. Анализ эпидемии скарлатины в связи с проведением профилактических прививок по Габричевскому (на основании личного опыта свыше 2000 прививок),
2. О санитарных попечительствах.

Входной Билет на XI Пироговский Съезд Врачей

Принимая живейшее участие в общественно-врачебной жизни Екатеринославского земства был делегирован от губернской врачебной массы на очередной XI Пироговский съезд врачей состоявшийся в конце сентября 1910 года в Петербурге. Отчёт о командировке был издан в виде отдельной брошюры Екатеринославским земством в 1911 году. Одиннадцатый съезд общества русских врачей им. Пирогова привлек 2005 делегатов-врачей, из которых 297 было женщин. Кроме того из Екатирнославской губернии на съезде было 19 врачей. В дальнейшем С. П. Розанов был участником всех последующих Пироговских съездов и избирался в состав Правления Пироговского Общества, в котором вместе с З. П. Соловьёвым занимал пост секретаря Общества.
Окончательно сложившаяся за период трехлетней земской врачебной работы склонность к санитарно-профилактической деятельности повлекла переход С. П. Розанова на работу санитарного врача в состав санитарной организации Саратовского губернского земства (завед. Н. И. Тезяков). Работа С. П. Розанова санитарным врачом в Петровске-Саратовском помимо организационно-санитарной, санитарно-статистической и лабораторной деятельности, вылилась в большое монографическое исследование санитарных условий водоснабжения в Петровском уезде, отзыв о котором помещен в «Ежедневнике медицинской печати» за 1912 г. Монография С. П. Розанова издана Саратовским губернским земством под названием «Санитарные условия водоснабжения Петровского уезда Саратовской губернии».
В эти же годы изданы Петровским земством несколько «эпидемиологическиз исследований с картографиями распространения инфекций по отдельным волостям», проведённых С. П. Розановым.
На основании проведённых исследований С. П. Розанова осуществлялась работа по сооружению артезианского водоснабжения города Петровска и устройство в нескольких селах сельских водопроводов.
Борьба с паразитарными тифами с постройкой бань и дезкамер в деревнях и на путях движения беженцев во время империалистической войны дали С. П. Розанову материал для нескольких статей, напечатанных во «Врачебно-Санитарной хронике Саратовской губернии» и в журнале «Общественный врач».
К тому же периоду 1911—1914 годах относится организация С. П. Розановым первой в России сельской передвижной выставки по борьбе с заразными болезнями, экспонированной затем Саратовским губернским земством на Всероссийской Гигиенической выставке (1912 год) В Петербурге, с изданием специальной брошюры с фотографиями по этой выставке Петровского уезда. С. П. Розанову как автору и организатору её был присужден Почетный диплом Всероссийской Гигиенической выставки.
Во время первой мировой войны С. П. Розанов участвовал в обследовании больничного фонда Петровского уезда, работал по строительству новых земских больниц, руководил устройством и развертыванием госпиталей военного ведомства и земского союза.
В 1916 году С. П. Розанов перешел работал санитарным врачом Главного комитете Всероссийского Союза городов, где им были проведены работы:
1. участие в качестве гигиениста совместно с инженерами и химиками в обследовании причин возникновения большой водной эпидемии брюшного тифа в г. Туле, организация там дезинфекции водопроводной сети и последующего хлорирования водопроводной воды,
2. организация и проведение в качестве секретаря съезда областных Санитарно-технических бюро,
3. проведение с помощью специально приглашённых врачей по специальной карте-программе обследования санитарного состояния городов и санитарно-технических установок в них, для подготовки материала к съезду по оздоровлению городов,
4. участие в разработке заданий и консультаций по крупным проектам строительства и реконструкции больниц, в частности по строительству так называемых заслонных инфекционных госпиталей и санитарно-технических установок (очистке сооружения для сточных вод, банно-прачечные и дезинфекционные установки и т. д.), с участием в качестве гигиениста в санитарно-технической консультации Всероссийского союза городов.

В дни Февральской революции 1917 года С. П. Розанов по поручению ревкома в сопровождении двух студентов поднимал на митинге в артиллерийском полку, расквартированном на Ходынском поле, солдат этого полка на сторону революции. Затем он принимал активное участие в работе исполкома Бутырского районного совета рабочих депутатов и был избран в состав гласных Московской Городской Думы по списку № 3 Партии Социалистов-Революционеров.
После Великой Октябрьской социалистической революции С. П. Розанов заново перешел на работу санитарным врачом Московской областной больничной кассы и санитарным инспектором Московского отдела труда (1918 год), где совместно с профессором А. В. Левицким и С. И. Каплуном участвовал в разработке формуляров для обследования санитарного состояния предприятий разного типа и лично провел обследование крупных кондитерских фабрик Москвы с одновременным комиссионным обследованием состояния здоровья рабочих различных цехов.
После организации Наркомздрава СССР С. П. Розанов был привлечен З. П. Соловьёвым к работе в санэпидотделе Наркомздрава, где проводил под руководством А. Н. Сысина и Н. А. Семашко работу по ликвидации эпидемий, охвативших в то время страну.
В середине 1920 года С. П. Розанов выехал с комиссией Наркомздрава РСФСР по восстановлению деятельности Кавказских Минеральных вод, возглавляемой проф. В. А. Александровым в качестве заведующего медицинской части комиссии. По окончании работы комиссии С. П. Розанов остался в г. Пятигорске в качестве уполномоченного Наркомздрава РСФСР и руководителя санитарной организации Кавказских минеральных вод. В это время на основе всех собранных материалов по санитарному, гидрологическому и общему обследованию курортов С. П. Розановым был разработан доклад, который затем послужил источником первого декрета «О горно-санитарной охране курортов». В это же время под председательством С. П. Розанова была создана комиссия, разработавшая границы округов охраны Кавказских минеральных вод и положение о работе горного и санитарного надзора в них.
В 1922—1925 гг. С. П. Розанов работал на Украине заведующим санэпидотделом Киевского губздравотдела и являлся активным участником всех пленумов санитарных советов Украины. В это же время он приступил к педагогической деятельности в области общей и коммунальной гигиены.
В это время в Киеве были организованы:
1) при губсанэпиде шестимесячные курсы по подготовке санитарных врачей для окончивших медфаки молодых врачей;
2) курсы повышения квалификации в области профилактики участковых врачей;
3) курсы врачей тубдиспансеров и санаторий Киевского института для усовершенствования врачей.
С. П. Розанов осуществлял все руководство и вел чтение основных разделов гигиены и санитарного дела на первых курсах. На вторых и третьих им велись доцентские курсы по избранным разделам гигиены.
Об этом в 1927 г. писал С. П. Розанов: «По существу мы имеем во всем СССР два основных санитарных коллектива, стягивающих к себе большинство квалифицированных санитарных сил: московскую санитарную организацию и санитарную организацию Украины».
В это же время С. П. Розанов был приглашен доцентом по промышленной гигиене на промышленном факультете Киевского института народного хозяйства и составил пособие по этому вопросу для студентов, изданное Госиздатом в виде особого раздела шеститомного коллективного труда преподавателей этого института под редакцией академика Шапошникова под названием «Тропа на завод».
По возвращении в середине 1925 года в Москву С. П. Розанов работал санитарным врачом-коммунальником центрального аппарата Мособлздравотдела по обслуживанию санаториев и домов отдыха области, а затем председателем секции лечебно-профилактических учреждений Научной санитарно-технической консультации Мособлздравотдела.
С 1931 по 1938 занимал должность Заведующего Отделом Планировки и Строительства Санитарного Института имени Эрисмана и доцента кафедры коммунальной гигиены 1-го ММИ по санитарно-профилактическому факультету, где вел курс "Гигиены в строительстве зданий специального назначения (лечебно-профилактические учреждения, бани, прачечные, ясли, клубы). Преподавал в ВУЗах с 1922 года.
В ноябре 1935 года С. П. Розанову без защиты диссертации была присуждена степень кандидата медицинских наук и ученое звание доцента. С. П. Розанов являлся делегатом всех всесоюзных съездов санитарных врачей и членом Правления Всесоюзного общества гигиенистов. В конце 1937 года решением Ученого Совета Института им Эрисмана и Высшей Квалификационной комиссии при Наркомздраве СССР С. П. Розанову присвоено ученое звание профессора. В связи с работой по гигиене лечебных учреждений, С. П. Розанов многие годы имел деловые контакты с Н. Н. Бурденко, Н. Н. Приоровым и другими видными деятелями Советской медицины.
Эта многогранная научная, педагогическая и общественная деятельность была прервана внезапно в январе 1938 года, когда он вместе с группой ученых института им. Эрисмана и 1-го ММИ (И. Р. Хецров, А. И. Опенгейм и другие) попал под волну массовых необоснованных репрессий. Подшитое в его личном деле распоряжение по Санитарному институту им. Ф. Ф. Эрисмана звучало предельно «кратко»: «Розанова С. П. исключить из штата Института с 23.01.1938 г.» В характеристике из 1-го ММИ за подписями замдиректора Соколова, декана Сангигфакультета профессора Молькова и секретаря парткома Тепловой было сказано, что он хотя и был опытным санитарным врачом, но в профсоюзе не состоял  и "крайне редко" принимал участие в некоторых собраниях. Розанов С. П., Херцов И. Р. были признанными лидерами в своих областях гигиенической науки. Был арестован 22 января 1938 г. Приговорен: ОСО при НКВД СССР 23 августа 1938 г., обв.: 58-10. Приговор: 8 л. лишения свободы. И в течение 1938 — 1946гг проводил работу в качестве лечащего врача и руководителя участковой санитарной работы в одном из подразделений Управления МВД по Архангельской области. Реабилитирован в сентябре 1998 г. Прокуратура г. Москвы. Репрессии тех лет лишили Институт Эрисмана ведущих научных работников, наиболее инициативных исследователей-практиков, находившихся в расцвете творческих сил. Некоторые из оставшихся в Институте научных сотрудников в 1938 году перешли на работу в другие институты и лаборатории.
Вернувшись в конце 1946 года по вызову Министерства здравоохранения СССР в Москву, С. П. Розанов в течение года работал старшим научным сотрудником Института Общей и Коммунальной гигиены Академии медицинских наук СССР, где провел работу по сбору и систематизации аннотаций работ научно-исследовательских институтов гигиены за 1936—1946 годы (всего 1300 названий). Работа издана в виде однотомника издательством АМН СССР в 1948 году.
Вынужденный обстоятельствами, в конце 1947 года С. П. Розанов переехал на жительство в г. Калинин, где приступил к работе в областной государственной санитарной инспекции. За это время им выполнено многогранное обследование условий труда перерабатывающих лен фабрик области, оформленное в виде статьи для журнала «Гигиена и Санитария». Проработав около года в Калинине, С. П. Розанов переехал в г. Завидово этой области, где работал в качестве заведующего районной санитарно-бактериологической лаборатории, помогая молодому районному санитарному врачу во всех трудных вопросах осуществления санитарного надзора в городе и Завидовском районе.
В конце февраля 1950 года Сергей Петрович Розанов после повторного инфаркта миокарда скончался на руках своей верной подруги жизни жены Марии Ивановны Розановой. После гражданской панихиды, в которой участвовали все медицинские работники города и представители райисполкома, тело С. П. Розанова было перевезено в Москву и после гражданской панихиды в Институте общей и коммунальной гигиены АМН СССР, где был выпущен похоронный бюллетень, посвящённый ему, было погребено на Даниловском кладбище в могилу его родителей, сопровождаемое членами семьи, родными и близкими друзьями покойного.

## Семья
Жена — Мария Ивановна Гуляева, работник системы образования.
Дети: 

Наталья Сергеевна Розанова, инвалид с детства;

Лев Сергеевич Розанов — врач-гигиенист;

Надежда Сергеевна Розанова — патологоанатом, доктор медицинских наук, профессор  института  гематологии  и  переливания  крови, работала с Краевским Н. А., имела две медали;

Юрий Сергеевич Розанов — член ВКП(б), участник ВОВ, майор в отставке вследствие ранения, кавалер всех степеней Ордена Отечественной войны,Орден за отвагу, за Боевые заслуги,Орден Ленина, инженер-строитель.

## Из воспоминаний
Сестра Мария Петровна Розанова вспоминала случай, произошедший во время коронации Николая II:
«Никогда не забуду я день 18го мая года вступления на престол Николая II. В этот день было празднество на Ходынке, и Сережа со своими товарищами отправился туда с семи часов утра. Мы думали, что он вернется домой часам к денадцамти, но вот уже пошел второй, третий час, а его все не было. Мамаша и все мы начали тревожится, а тут ещё пронесся слух, что на Ходынке страшная давка, в которой погибло очень много народа. Мы не знали, что делать, где искать Сережу. Но вот приходит он сам, голодный, бледный, весь в крови. Оказалось, что его толпа затолкала, понесла за собой, он упал и какой-то татарин, увидев лежащего мальчугана стал кричать, расталкивая народ. Сережа погиб бы, если бы толпа случайно не отхлынула в другую сторону. Он спасся прямо чудом. Он не помнил сколько времени лежал, но вот к нему подошли какие-то барышни, напоили его и посоветовали скорее отправляться домой, а вокруг были все трупы, которых уже начали увозить по полицейским частям. Не помня себя, Сережа бросился домой, и хотя у него были деньги на конку — он не догадался поехать на ней и всю дорогу до Якиманки прошел пешком».
Из воспоминаний сына Льва Сергеевича Розанова:
«Когда весть о восстании на Пресне дошла до Мытищ, отец вместе с бывшим там товарищем тоже медиком пешком отправился в Москву на Пресню. Большое впечатление в детстве на меня производили рассказы его о том времени и событиях первой русской революции. Особенно глубоко волновал рассказ о том, как уже после подавления восстания, отца с товарищем на улице остановил казачий патруль. Дружинников взятых с оружем ждал верный расстрел, а у отца и товарищей с собой были револьверы. Ожидая обыска, товарищ отца, бывший сыном московского купца, вынул золотые часы, приглянувшиеся старшему по патрулю. Быстро часы переменили владельца, опустившись в карманх казака, а их хозяин с отцом, освободившись от грозной опасности, быстро исчезли в сети московских переулков и проходных дворов, стараясь больше не попадаться навстречу патрулям хозяйничавшим на московских улицах.»

## Публикации
Земская передвижная выставка по заразным болезням в Петровском уезде, Саратовской губернии, С. П. Розанов, Саратов : Сарат. губ. зем. управа, 1913
Водоснабжение в Саратовской губернии в санитарном отношении : Вып. 1- / Отд-ние нар. здравия при Сарат. губ. зем. управе, С. П. Розанов, Саратов : Сарат. губ. зем. управа, 1912—1914
Сыпной тиф в Петровском уезде в 1915 году, С. П. Розанов, Саратов : тип. Губ. земства, 1916
О формах участия Губернского земства в развитии лечебной медицины : Докл. 10 Губ. съезду врачей и председателей земск. управ Сарат. губ., С. П. Розанов, Саратов, 1913
Сборник аннотаций и перечень работ по общей и коммунальной гигиене за 1936—1946 гг. / Акад. мед. наук СССР. Ин-т общей и коммун. гигиены ; Систематизировал С. П. Розанов. С предисл. и под ред. А. Н. Сысина
Охранные зоны санитарных учреждений, Гигиена и эпидемиология, 1927 год, № 12.
Сергей Петрович Розанов имеет более 30 публикаций.